# 허베이인민방송
허베이인민방송(河北广电/河北人民广播电台)은 중화인민공화국 허베이성의 성급 방송국이다.